# St. Johannes der Täufer an der Bleiche

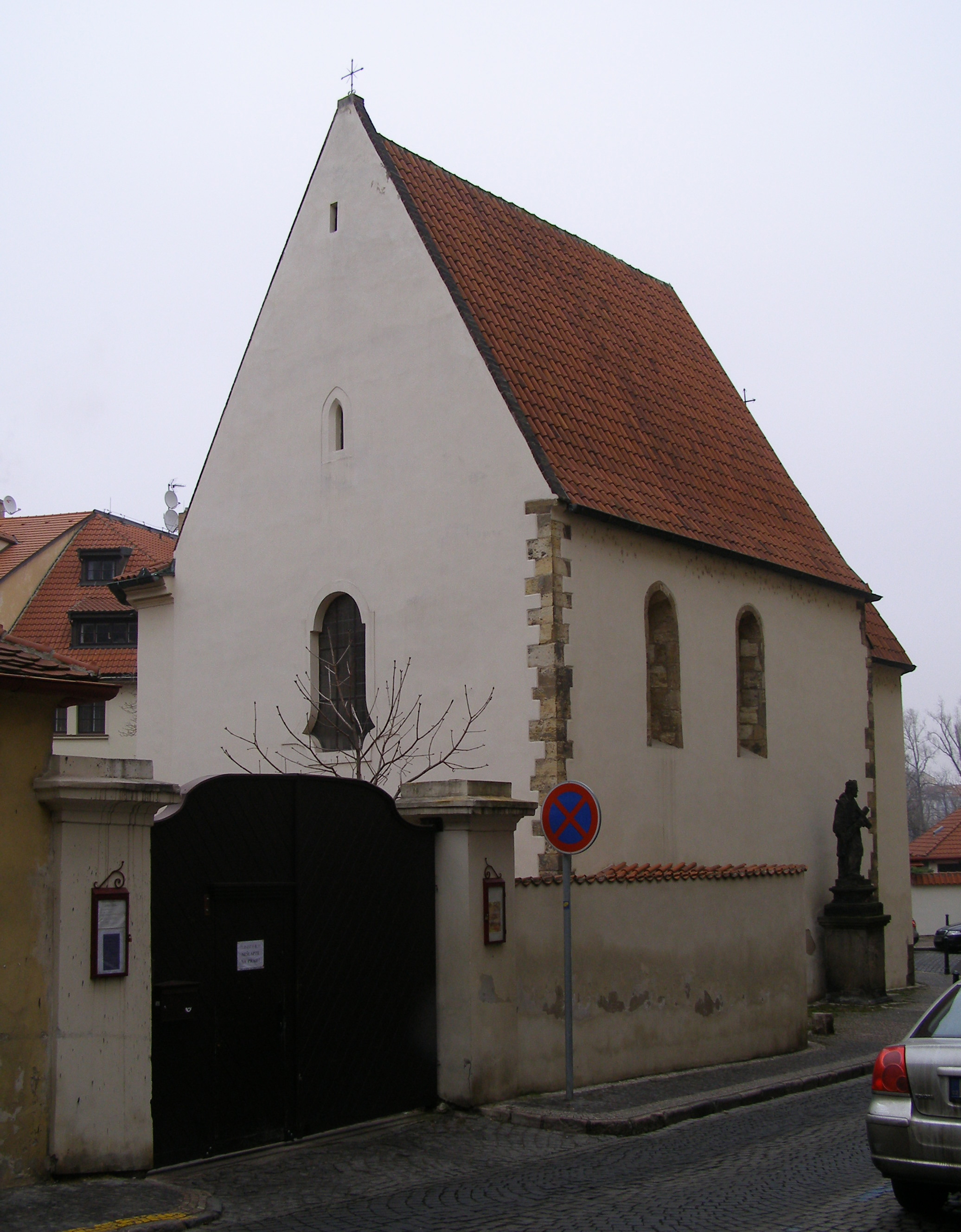
St. Johannes der Täufer an der Bleiche auf der Prager Kleinseite

Die Kirche St. Johannes der Täufer an der Bleiche (tschechisch Kostel svatého Jana Křtitele Na prádle) befindet sich auf der Kleinseite in Prag. Sie ist eine der ältesten Kirchen des Stadtteils.
Um 1142 wurde die Kirche des Heiligen Johannes des Täufers als Pfarrkirche der Siedlung Újezd erstmals erwähnt. An Stelle des romanischen Baus entstand um 1240 eine frühgotische Kirche, die um 1350 ein neues Langhaus erhielt. Mit der Erweiterung der Stadt wurde die Kirche 1360 in die Kleinseite einbezogen. Im Inneren zeigt die Kirche noch Reste gotischer Wandmalereien aus der zweiten Hälfte des 14. Jahrhunderts. Weitere Umbauten erfuhr sie in Renaissance und Barock, der Renaissancechor stammt aus den Jahren 1641 bis 1644. 1662 wurde das Kleinseitner Spital hier eingerichtet. Vor der Kirche hat seit 1715 die von Michael Brokoff geschaffene St. Johannes-Nepomuk-Statue ihren Platz, die ursprünglich am Karlsplatz stand. Kirche und Spital wurden im Jahr 1784 aufgelassen. Das Gebäude diente zwischenzeitlich als Wäscherei und erst ab 1935 wieder als Gottesdienststätte. Seither wird es von der Tschechoslowakischen Hussitischen Kirche genutzt.
In der Kirche liegt Viktorin Kornel ze Všehrd begraben.